# Кузьминское сельское поселение (Рязанская область)
Кузьминское се́льское поселе́ние — муниципальное образование в Рыбновском районе Рязанской области Российской Федерации.
Административный центр — село Кузьминское.

## История
Кузьминское сельское поселение образовано в 2006 году.

## Население
| 2010  | 2012  | 2013  | 2014  | 2015  | 2016  | 2017  |
| ----- | ----- | ----- | ----- | ----- | ----- | ----- |
| 1058  | ↘1054 | ↗1091 | ↗1102 | ↘1097 | ↗1118 | ↘1094 |
| 2018  | 2019  | 2020  | 2021  |       |       |       |
| ↘1077 | ↗1089 | ↘1081 | ↘1060 |       |       |       |

## Состав сельского поселения
| № | Населённый пункт | Тип населённого пункта       | Население |
| - | ---------------- | ---------------------------- | --------- |
| 1 | Аксёново         | деревня                      | ↘142      |
| 2 | Данилово         | деревня                      | 40        |
| 3 | Иванчино         | деревня                      | 6         |
| 4 | Константиново    | село                         | ↘357      |
| 5 | Кузьминское      | село, административный центр | ↗513      |